# Masters 1989 (tennis)
De 20 editie van de Masters 1989 werd voor de dertiende en laatste keer in het Amerikaanse New York gehouden. Het tennistoernooi werd van 27 november tot 3 december 1989 in de Madison Square Garden op tapijtbanen gespeeld. Het deelnemersveld bestond uit de beste acht spelers op de ATP Rankings.

## Enkelspel
Voor het eerst sinds 1979 speelde de Tsjecho-Slowaak Ivan Lendl niet de finale, hij verloor in de halve finale van de latere winnaar de Zweed Stefan Edberg.

### Deelnemers
De acht geplaatste:
| Ranking | Speler           | Prestatie    |
| ------- | ---------------- | ------------ |
| 1.      | Ivan Lendl       | Halve finale |
| 2.      | Boris Becker     | Finale       |
| 3.      | Stefan Edberg    | Winnaar      |
| 4.      | John McEnroe     | Halve finale |
| 5.      | Michael Chang    | Groepsfase   |
| 6.      | Brad Gilbert     | Groepsfase   |
| 7.      | Andre Agassi     | Groepsfase   |
| 8.      | Aaron Krickstein | Groepsfase   |

### Groepsfase
De eindstand in de groepsfase wordt bepaald door achtereenvolgend te kijken naar eerst het aantal overwinningen in combinatie met het aantal wedstrijden. Mochten er dan twee spelers gelijk staan wordt er naar het onderling resultaat gekeken. Mocht het aantal overwinningen en wedstrijden bij drie of vier spelers gelijk wordt er gekeken naar het percentage gewonnen sets en eventueel gewonnen games. Als er dan nog steeds geen ranglijst opgemaakt kan worden dan beslist de wedstrijd commissie.

#### Rod Laver Groep
|                  |                  | Uitslag       |
| ---------------- | ---------------- | ------------- |
| Ivan Lendl       | Michael Chang    | 6-1, 6-3      |
| John McEnroe     | Aaron Krickstein | 5-7, 6-3, 6-2 |
| Ivan Lendl       | Aaron Krickstein | 6-1, 6-3      |
| John McEnroe     | Michael Chang    | 6-2, 5-7, 6-4 |
| Aaron Krickstein | Michael Chang    | 6-3, 7-6      |
| Ivan Lendl       | John McEnroe     | 6-3, 6-3      |

| Nr. | Speler           | Wedstrijd W - V | Sets W - V | Games W - V |
| --- | ---------------- | --------------- | ---------- | ----------- |
| 1   | Ivan Lendl       | 3-0             | 6-0        | 36-14       |
| 2   | John McEnroe     | 2-1             | 4-4        | 40-37       |
| 3   | Aaron Krickstein | 1-2             | 3-4        | 29-38       |
| 4   | Michael Chang    | 0-3             | 1-6        | 26-42       |

#### Ilie Năstase Groep
|               |              | Uitslag          |
| ------------- | ------------ | ---------------- |
| Stefan Edberg | Andre Agassi | 6-4, 6-2         |
| Boris Becker  | Brad Gilbert | 2-6, 6-3, 6-4    |
| Stefan Edberg | Brad Gilbert | 6-1, 6-3         |
| Boris Becker  | Andre Agassi | 6-1, 6-3         |
| Brad Gilbert  | Andre Agassi | 1-6, 7-6(2), 6-4 |
| Boris Becker  | Boris Becker | 5-7, 7-5, 4-6    |

| Nr. | Speler        | Wedstrijd W - V | Sets W - V | Games W - V |
| --- | ------------- | --------------- | ---------- | ----------- |
| 1   | Boris Becker  | 3-0             | 6-1        | 38-22       |
| 2   | Stefan Edberg | 2-1             | 4-2        | 29-22       |
| 3   | Brad Gilbert  | 1-2             | 3-5        | 32-38       |
| 4   | Andre Agassi  | 0-3             | 1-6        | 22-39       |

### Knock-outfase
|  | Halve finale | Halve finale  | Halve finale | Halve finale | Halve finale |   |               | Finale       | Finale | Finale | Finale | Finale | Finale | Finale |
|  |              |               |              |              |              |   |               |              |        |        |        |        |        |        |
|  | 1            | Ivan Lendl    | 6            | 5            |              |   |               |              |        |        |        |        |        |        |
|  | 3            | Stefan Edberg | 7            | 7            |              |   |               |              |        |        |        |        |        |        |
|  | 3            | Stefan Edberg | 7            | 7            |              | 3 | Stefan Edberg | 4            | 7      | 6      | 6      |        |        |        |
|  |              |               |              |              |              | 3 | Stefan Edberg | 4            | 7      | 6      | 6      |        |        |        |
|  |              | 2             | Boris Becker | 6            | 6            | 3 | 1             |              |        |        |        |        |        |        |
|  | 2            | 2             | Boris Becker | 6            | 6            | 3 | 1             | Boris Becker | 6      | 6      |        |        |        |        |
|  | 2            |               |              |              |              |   |               | Boris Becker | 6      | 6      |        |        |        |        |
|  | 4            | John McEnroe  | 4            | 4            |              |   |               |              |        |        |        |        |        |        |

## Dubbelspel
De Masters 1989 dubbelspeltoernooi plaats in Londen . Het tennistoernooi werd van 6 tot en met 10 december 1989 op tapijtbanen gespeeld. Het deelnemersveld bestond uit de beste acht dubbels op de ATP Rankings.
De acht geplaatste dubbels:

### Deelnemers
| Ranking | Speler                             | Prestatie    |
| ------- | ---------------------------------- | ------------ |
| 1.      | Rick Leach Jim Pugh                | zesde        |
| 2.      | Pieter Aldrich Danie Visser        | Halve finale |
| 3.      | John Fitzgerald Anders Järryd      | Finale       |
| 4.      | Jim Grabb Patrick McEnroe          | Winnaars     |
| 5.      | Paul Annacone Christo van Rensburg | achtste      |
| 6.      | Darren Cahill Mark Kratzmann       | Halve finale |
| 7.      | Jim Courier Pete Sampras           | Zevende      |
| 8.      | Jorge Lozano Todd Witsken          | Vijfde       |

### Groepsfase
De eindstand in de groepsfase wordt bepaald door achtereenvolgend te kijken naar eerst het aantal overwinningen in combinatie met het aantal wedstrijden. Mochten er dan twee koppels gelijk staan wordt er naar het onderling resultaat gekeken. Mocht het aantal overwinningen en wedstrijden bij drie of vier koppels gelijk wordt er gekeken naar het percentage gewonnen sets en eventueel gewonnen games. Als er dan nog steeds geen ranglijst opgemaakt kan worden dan beslist de wedstrijd commissie.

#### Rode Groep
|                              |                              | Uitslag            |
| ---------------------------- | ---------------------------- | ------------------ |
| Jim Grabb Patrick McEnroe    | Rick Leach Jim Pugh          | 6-4, 6-2, 6-7, 6-2 |
| Darren Cahill Mark Kratzmann | Jim Courier Pete Sampras     | 6–2, 7-6, 7–6      |
| Rick Leach Jim Pugh          | Jim Courier Pete Sampras     | 6–3, 6–0, 6–3      |
| Jim Grabb Patrick McEnroe    | Darren Cahill Mark Kratzmann | 7–6, 6–1, 6–4      |
| Jim Grabb Patrick McEnroe    | Jim Courier Pete Sampras     | 6–2, 6–3, 6–3      |
| Darren Cahill Mark Kratzmann | Rick Leach Jim Pugh          | 6–3, 7–6, 7–6      |

| Nr. | Speler                       | Wedstrijd W - V | Sets W - V | Games W - V |
| --- | ---------------------------- | --------------- | ---------- | ----------- |
| 1   | Jim Grabb Patrick McEnroe    | 3-0             | 9-1        | 61-34       |
| 2   | Darren Cahill Mark Kratzmann | 2-1             | 6-3        | 50-44       |
| 3   | Rick Leach Jim Pugh          | 1-2             | 4-6        | 48-45       |
| 4   | Jim Courier Pete Sampras     | 0-3             | 0-9        | 24-55       |

#### Blauwe Groep
|                               |                                    | Uitslag                 |
| ----------------------------- | ---------------------------------- | ----------------------- |
| Pieter Aldrich Danie Visser   | Jorge Lozano Todd Witsken          | 6–2, 7–6, 6–3           |
| John Fitzgerald Anders Järryd | Paul Annacone Christo van Rensburg | 6–3, 6–7, 6–1, 7–5      |
| Pieter Aldrich Danie Visser   | Paul Annacone Christo van Rensburg | 6–4, 6–2, 6–2           |
| John Fitzgerald Anders Järryd | Jorge Lozano Todd Witsken          | 6–3, 3–6, 7–5, 4–6, 6–1 |
| Jorge Lozano Todd Witsken     | Paul Annacone Christo van Rensburg | 6–7, 7–6, 6–4, 6–4      |
| John Fitzgerald Anders Järryd | Pieter Aldrich Danie Visser        | 6–2, 7–6, 7–6           |

| Nr. | Speler                             | Wedstrijd W - V | Sets W - V | Games W - V |
| --- | ---------------------------------- | --------------- | ---------- | ----------- |
| 1   | John Fitzgerald Anders Järryd      | 3-0             | 9-3        | 71-51       |
| 2   | Pieter Aldrich Danie Visser        | 2-1             | 6-3        | 51-39       |
| 3   | Jorge Lozano Todd Witsken          | 1-2             | 4-6        | 57-62       |
| 4   | Paul Annacone Christo van Rensburg | 0-3             | 2-9        | 45-68       |

### Knock-outfase

#### Om plek 5
| Om plek 5 |                           |   |   |   |
|           |                           |   |   |   |
| 1         | Rick Leach Jim Pugh       | 6 | 3 | 5 |
| 8         | Jorge Lozano Todd Witsken | 4 | 6 | 7 |

#### Om plek 7
| Om plek 7 |                                    |   |   |  |
|           |                                    |   |   |  |
| 7         | Jim Courier Pete Sampras           | 6 | 6 |  |
| 5         | Paul Annacone Christo van Rensburg | 4 | 3 |  |

#### Finales
|  | Halve finale | Halve finale                 | Halve finale                  | Halve finale | Halve finale | Halve finale | Halve finale |                               |   | Finale | Finale | Finale | Finale | Finale | Finale | Finale |
|  |              |                              |                               |              |              |              |              |                               |   |        |        |        |        |        |        |        |
|  | 4            | Jim Grabb Patrick McEnroe    | 6                             | 6            | 6            |              |              |                               |   |        |        |        |        |        |        |        |
|  | 2            | Pieter Aldrich Danie Visser  | 4                             | 1            | 3            |              |              |                               |   |        |        |        |        |        |        |        |
|  | 2            | Pieter Aldrich Danie Visser  | 4                             | 1            | 3            |              | 4            | Jim Grabb Patrick McEnroe     | 7 | 7      | 5      | 6      |        |        |        |        |
|  |              |                              |                               |              |              |              |              | Jim Grabb Patrick McEnroe     | 7 | 7      | 5      | 6      |        |        |        |        |
|  |              | 3                            | John Fitzgerald Anders Järryd | 5            | 6            | 7            | 3            |                               |   |        |        |        |        |        |        |        |
|  | 3            | 3                            | John Fitzgerald Anders Järryd | 5            | 6            | 7            | 3            | John Fitzgerald Anders Järryd | 7 | 7      | 6      |        |        |        |        |        |
|  | 3            |                              |                               |              |              |              |              | John Fitzgerald Anders Järryd | 7 | 7      | 6      |        |        |        |        |        |
|  | 6            | Darren Cahill Mark Kratzmann | 6                             | 6            | 3            |              |              |                               |   |        |        |        |        |        |        |        |